# Marie Grandin
Marie Grandin, connue sous le nom de Madame Léon Grandin, née Marie Élise Léonie Lédier  le 15 janvier 1864 à Paris 14e  et morte le 25 décembre 1905 à Staten Island, est une institutrice française, connue pour avoir publié en 1894 ses Impressions d'une Parisienne à Chicago, qui ont laissé une importante description historique de l'Exposition universelle de Chicago.

## Historique
Fille de Charles Félix Lédier, licencié en droit, et de Fanny Barbier, son épouse, Marie Élise Léonie Lédier naît à Paris en 1864. À l'âge de 20 ans, devenue institutrice à Montparnasse, elle épouse le sculpteur Léon Grandin (1856-1901). Ce dernier devant travailler à la préparation de l'Exposition universelle de Chicago, elle embarque avec lui au Havre en juillet 1892. De New York, le couple remonte en train la vallée de l'Hudson et observe les chutes du Niagara. Ils arrivent à Chicago en août 1892.
Madame Léon Grandin assiste aux préparations des festivités, qui commencent le 10 octobre par le quatrième centenaire de la découverte de l'Amérique, puis se poursuivent par l'inauguration, le 21 octobre, de la statue de Christophe Colomb et un grand bal à l'Auditorium.
Pendant l'hiver, elle parcourt en traîneau le lac Michigan, puis assiste à l'inauguration de l'exposition par le président Cleveland le 1er mai 1893.
Marie et Léon Grandin regagnent New York en juin 1893 après avoir visité Washington et Philadelphie. L'année suivante, elle publie chez Flammarion Impressions d'une Parisienne à Chicago. Marie Grandin, qui a ainsi séjourné pratiquement une année aux États-Unis dont neuf mois à Chicago, laisse un témoignage « qui ne manqu[e] pas d'intérêt ». Elle admire le peuple indien, qu'elle trouve supérieur aux Noirs, car bien qu’opprimé, il a su garder sa fierté d'homme libre. Elle est par ailleurs convaincue de la supériorité de la condition féminine aux États-Unis, voyant dans le flirt le prolongement de la libre éducation de la jeune fille américaine.
En 1895, elle quitte son mari et repart aux États-Unis avec un Français de douze ans son cadet, Alexandre Ferrand. Elle l'épouse à New York le 9 décembre 1901, cinq mois après la mort de Léon Grandin. Le couple aura deux enfants.
Elle meurt à Staten Island en décembre 1905, à l'âge de 41 ans.

## Publication
- Impressions d'une Parisienne à Chicago, Paris, Librairie Ernest Flammarion, 1894 ; rééd. (introduction de Mary Beth Raycraft et annotations), Payot, collection « Voyageurs Payot », 2012  (ISBN 978-2-228-91079-8)
- A Parisienne in Chicago: Impressions of the World's Columbian Exposition  (trad. Mary Beth Raycraft), University of Illinois Press, 2010 (ISBN 978-0252035135)